# Chapter III (album de Agathodaimon)
Chapter III este cel de-al treilea album de studio al formației germane de symphonic black metal - Agathodaimon. Albumul a fost lansat pe 5 noiembrie 2001 de Nuclear Blast. În 2009 Metal Mind Productions a relansat albumul ca ediție digipack remasterizată. 

## Lista pieselor
| Nr.             | Titlu                         | Lungime |  |
| 1.              | „An Angel's Funeral”          | 04:35   |  |
| 2.              | „Spirit Soldier”              | 05:36   |  |
| 3.              | „Paradise Beyond”             | 05:31   |  |
| 4.              | „The Ending of Our Yesterday” | 04:32   |  |
| 5.              | „Past Shadows”                | 05:02   |  |
| 6.              | „Yesterday's Reprise”         | 01:46   |  |
| 7.              | „Departure”                   | 05:22   |  |
| 8.              | „Sacred Divinity”             | 06:13   |  |
| 9.              | „Burden of Time”              | 04:07   |  |
| Lungime totală: | Lungime totală:               | 42:44   |  |

## Personal
- Sathonys - chitare, vocal
- Eddie - bass
- Felix Ü. Walzer - clape
- Akaias - vocal
- Matze - baterie

### Personal adițional
- Thilo Feucht - chitare
- Randu Menulesco - vocal pe "Sacred Divinity"
- Markus Staiger - producător executiv
- Kristian Kohlmannslehner - producător, engineering
- Gerhard Magin - mixaj
- Johannes Rau - fotografie
- Gerald Axelrod - fotografie